# Lilla Ekholmen, Pargas
Lilla Ekholmen är en ö i Finland. Den ligger i Skärgårdshavet och i kommunen Pargas i landskapet Egentliga Finland, i den sydvästra delen av landet. Ön ligger omkring 31 kilometer söder om Åbo och omkring 150 kilometer väster om Helsingfors.
Öns area är 1,6 hektar och dess största längd är 210 meter i öst-västlig riktning.